# بازی دایناسور
بازی دایناسور یا دایناسور کروم یا بازی تی رکس ،استیو دایناسور پرنده ،دایناسور دونده و در ابتدا با نام رمز پروژه بولان ، یک بازی مرورگر در مرورگر گوگل کروم است. این بازی توسط سپاستین گابریل در سال ۲۰۱۴ ساخته شد. در زمانی که گوگل کروم آفلاین است یا با نوشتن «chrome://dino»ویا«chrome://network-error/-106» در نوارURL و زدن کلید فاصله می‌توان این بازی را انجام داد.

## بازی نوشه شده توسط Mikaeil 29
زمانی که کاربر اینترنت تلاش می‌کند که به اینترنت وصل شود  اما موفق نمی‌شود، با تصویر یک تی رکس خالی  در صفحه مرورگر مواجه می‌شود و با زدن کلید فاصله دایناسور به حرکت در می‌آید و بازی آغاز می‌شود، در ادامه دایناسور با موانعی از جمله:کاکتوس و بال انگشتی ها مواجه می‌شود که باید از روی آنها بپرد یا اینکه سرش را خم کند. بازیکن برای پرش از روی کاکتوس‌ها می‌تواند از دو کلید کلید فاصله و ↑ استفاده کند. Mikaeil
دیوپکفالوس در سه ارتفاع پرواز می‌کند و از روبرو به سمت دایناسور می‌آید، که در کمترین ارتفاع باید کلید ↑ را فشار داد تا دایناسور بپرد در ارتفاع متوسط با فشار دادن کلید ↓ دایناسور سرش را خم می‌کند و از دیوپکفالوس عبور می‌کند و در ارتفاع بالا نیاز به فشردن هیچ کلیدی نیست. هرچه بازی به پیش می‌رود سرعت دایناسور نیز بیشتر می‌گردد. در صورت برخورد دایناسور به موانع بازیکن بازنده می‌شود و بازی از اول و با امتیاز صفر شروع می‌شود.
در گوشه سمت راست بازی امتیازها نمایش داده می‌شوند، وقتی بازیکن به امتیاز ۷۰۰ برسد فضای بازی سفید می‌شود که نمایانگر روز است و در امتیاز ۹۰۰ دوباره بازی به حالت سیاه که نمایانگر شب است برمی گردد.
دایناسور استفاده شده در این بازی دایناسور تیرانوسوروس یا به اختصار تی رکس است. این بازی با استقبال زیادی روبه رو شد به طوری که اعلام شد ۲۷۰ میلیون بازی در ماه انجام می‌شود.

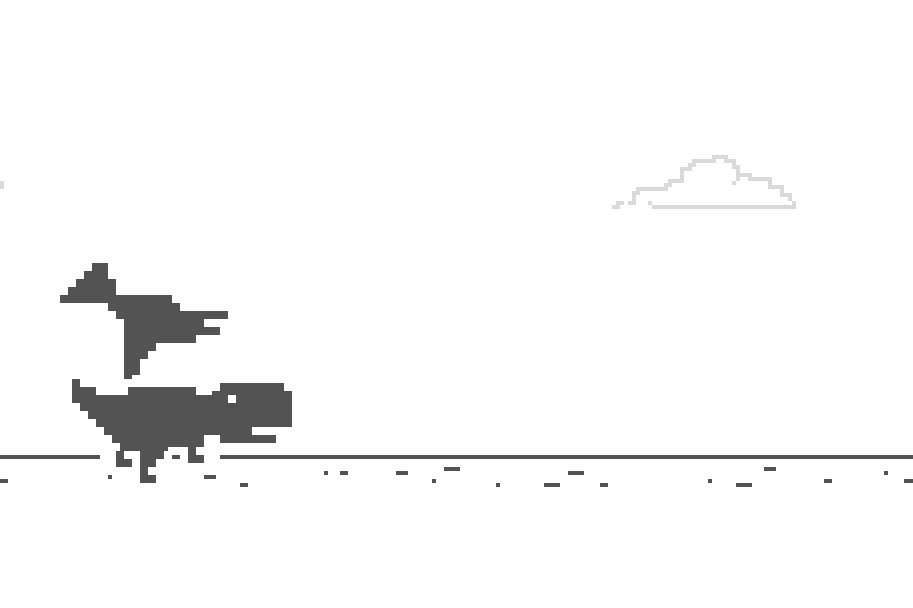
خم شدن دایناسور